# Алфонсо Мария Масари
Алфонсо Мария Масари (на италиански: Alfonso Maria Massari) е италиански изследовател на Африка.

## Ранни години (1854 – 1879)
Роден е на 23 май 1854 година в Неапол, Италия. На 15-годишна възраст е приет в Морското училище и от 1874 до 1877 извършва околосветско плаване, като след завръщането си е произведен в чин лейтенант.
През 1879 г. е назначен от министъра на военноморските сили за ръководител на организираната от княз Боргезе експедиция, която за първи път пресича пеша Африка от изток на запад в най-широката ѝ част.

## Експедиционна дейност (1880 – 1886)
От 9 февруари 1880 до 2 юли 1881 г., Масари пресича Африка от Червено море до устието на Нигер, като за постижението си е награден със златен медал от провелия се малко след това Международен географски конгрес.
В края на 1884 г., по поръчение на белгийския крал изследва река Кванго (най-големия ляв приток на Касаи) от устието ѝ до 4º ю.ш.
През октомври 1885 г., отново по поръчение на краля, на кораба „Хенри Рид“ от Киншаса се изкачва по река Конго и по десния ѝ приток река Ликвала до екватора, като картира множеството притоци на последната.

## Следващи години (1886 – 1950)
През следващите години Масари е на дипломатическа служба в Япония и Съединените американски щати. През 1892 г. основава и е първият управител на Италианското патентно ведомство, което съществува да 2002 г.
Умира през 1950 година в Рим на 95-годишна възраст. Погребан с военни почести.